# Mars 1932

## Événements
- Premier vol du Potez 502.

- Du 6 mars au 5 avril : Première liaison aérienne Paris Nouméa, avec le Couzinet 33 Biarritz. L'équipage est composé de Charles de Verneilh, Max Dévé et Emile Munch.

- 7 mars : le paquebot allemand Bremen remporte le Ruban bleu qui récompense la meilleure vitesse moyenne réalisée dans l’Atlantique Nord.

- 9 mars : proclamation par les Japonais du dernier empereur : Puyi, empereur fantoche du Mandchoukouo. La Mandchourie, érigée en État indépendant, est entièrement sous domination japonaise.

- 11 mars, France : loi sur les allocations familiales pour tous les salariés.

- 12 mars : mort (suicide ?) de l’allumettier Ivar Kreuger. Son empire s’effondre, provoquant la ruine de nombreux Suédois et la chute du gouvernement conservateur.

- 13 mars : Hitler obtient 30,1 % des suffrages au premier tour des présidentielles.

- 25 mars : premier vol du Curtiss F11C.

- 30 mars : liaison aérienne entre la France et la Nouvelle-Calédonie.

## Naissances
- 2 mars : Jack Austin, homme politique et sénateur canadien.
- 4 mars : Miriam Makeba, chanteuse de jazz († 9 novembre 2008).
- 8 mars : 
  - Rodolfo Quezada Toruño, cardinal guatémaltèque, archevêque de Guatemala.
  - Medea Abrahamyan, violoncelliste soviétique arménienne († 3 mars 2021).
- 10 mars : 
  - Ieng Thirith, dirigeante politique cambodgienne du mouvement khmer rouge.
  - Francine Graton,  scénariste de bandes dessinées belge († 28 mai 2011).
- 11 mars : Douglas Bravo, homme politique vénézuélien († 31 janvier 2021).
- 13 mars : Taras Hunczak, historien américain († 1er juillet 2024).
- 14 mars : Philippe Alexandre, journaliste et écrivain français († 31 octobre 2022).
- 15 mars : Alan Bean, astronaute américain.
- 16 mars : Walter Cunningham, astronaute américain.
- 18 mars : Amir Bhatia, homme d'affaires et homme politique britannique.
- 20 mars : Marthe Villalonga, actrice française d'origine pieds-noirs.
- 23 mars : Al Aarons, trompettiste de jazz américain.
- 24 mars : 
  - Lodewijk van den Berg, astronaute américain d'origine néerlandaise († 16 octobre 2022).
  - Christiane Eda-Pierre, soprano française († 6 septembre 2020).
- 30 mars : Ève Line Blum-Cherchevsky, essayiste et historienne française.
- 31 mars : Nagisa Oshima, réalisateur japonais.

## Décès
- 3 mars : Eugen d’Albert, compositeur et pianiste allemand. (° 10 avril 1864).
- 5 mars : Zéphyrin Camélinat : homme politique français.
- 6 mars : Joseph-Hormisdas Legris, homme politique québécois.
- 7 mars : Aristide Briand, homme politique français, Président du Conseil.
- 11 mars : Dora Carrington, peintre et décoratrice britannique (° 29 mars 1893).
- 21 mars : Henri Sauvage, architecte.